# Audrius Bakaveckas
Audrius Bakaveckas (* 1968 in Kūlsodis, Rajon Kretinga) ist ein litauischer Jurist, Verwaltungsrechtler, Professor, Richter des Obersten Verwaltungsgerichts Litauens.

## Leben
Von 1990 bis 1995 absolvierte er das Diplomstudium der Rechtswissenschaften an der Juristischen Fakultät der Universität Vilnius und 1998 Masterstudium des Managements an Vilniaus Gedimino technikos universitetas. 2002 promovierte  er an der Mykolo Romerio universitetas zum Thema „Lietuvos Respublikos vykdomosios valdžios institucijų sistema: problemos ir sprendimai“. 
Von 2004 bis 2009 war er Richter im Bezirksverwaltungsgericht Vilnius. Ab Juli 2009 ist er Richter im Obersten Verwaltungsgericht Litauens (LVAT).
Ab 2010 ist er  MRU Professor.
Er spricht Russisch, Französisch und Englisch.